# Rogoźnik Podhalański
Rogoźnik Podhalański – zlikwidowana stacja kolejowa w Rogoźniku w województwie małopolskim.

## Historia
Stacja kolejowa została otwarta w dniu 1 lipca 1904 roku. Niedaleko stacji został zlokalizowany wapiennik z bocznicą kolejową. W 1981 roku pociągi pasażerskie zostały zawieszone. Linia kolejowa została zlikwidowana w 1991 roku. Na szlaku kolejowym poprowadzono drogę rowerową. Po zamknięciu szlaku budynek dworca został zlikwidowany.